# Real Academia de Ciencias Exactas, Físicas y Naturales

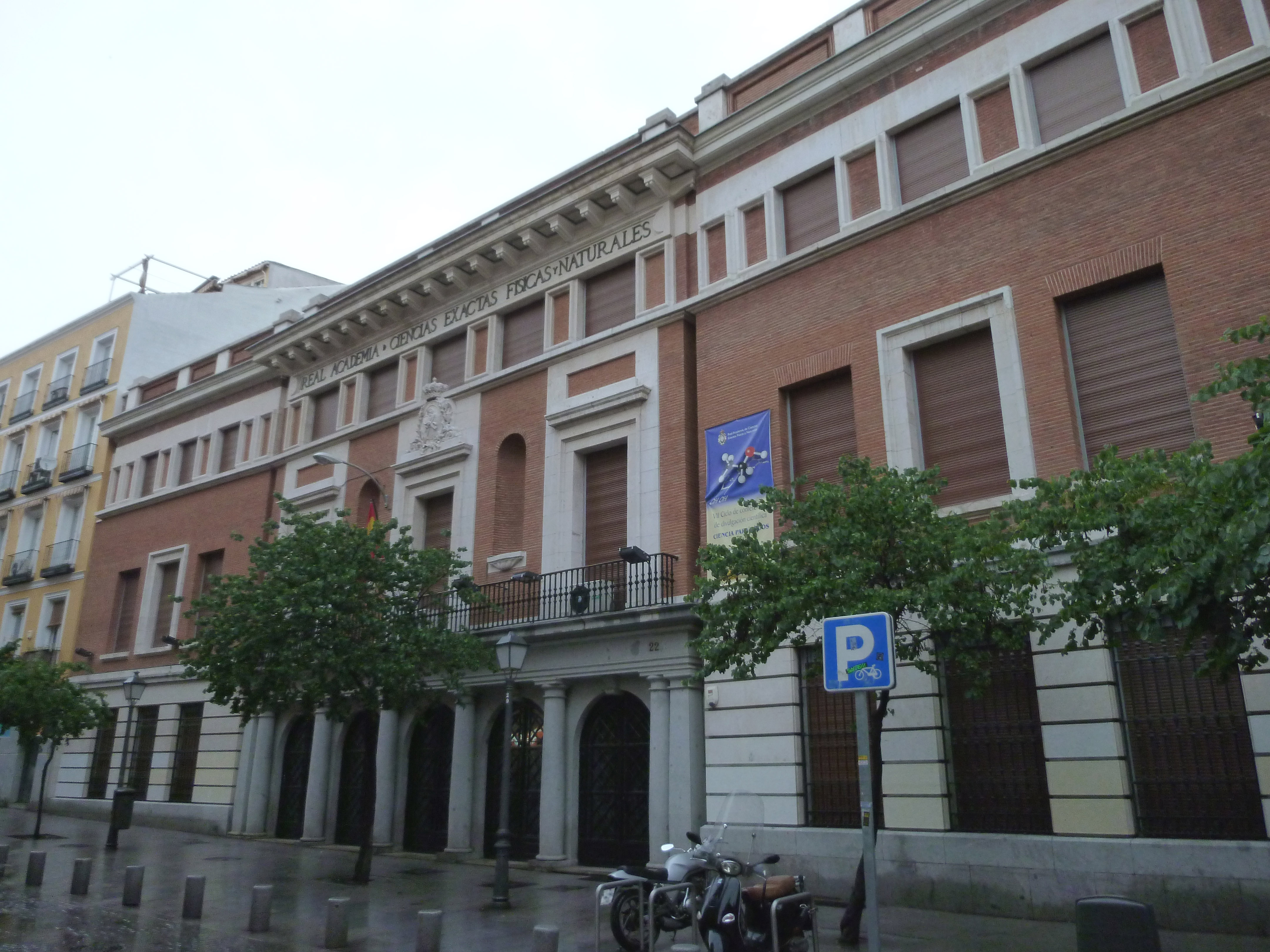
Edifício da Academia em Madrid

A Real Academia de Ciencias Exactas, Físicas y Naturales é a Academia Nacional de Ciências da Espanha nas áreas de matemática e ciências naturais.
Foi fundada em 25 de fevereiro de 1847. Sediada em Madrid, e composta por seções de ciências exatas (matemática e disciplinas afins), ciências físicas e químicas e ciências naturais. É composta por 54 membros efetivos e 90 membros correspondentes nacionais, bem como um número indeterminado de membros honorários e membros correspondentes externos.
Para humanidades e ciências sociais a responsável é a Real Academia de Ciencias Morales y Políticas.